# Le Dauphin
André L. Dauphin war ein französischer Hersteller von Automobilen.

## Unternehmensgeschichte
Das Unternehmen aus Paris begann 1941 mit der Produktion von Automobilen. Der Markenname lautete Le Dauphin. 1942 endete die Produktion.

## Fahrzeuge
Angeboten wurden Kleinwagen. Für den Antrieb sorgte neben dem Pedalantrieb anfangs ein Zweitaktmotor von Zurcher mit wahlweise 100 cm³ oder 175 cm³ Hubraum, später ein Elektromotor. Die Karosserie bot zwei Personen hintereinander Platz. Bei den benzinbetriebenen Modellen saß der Fahrer vorne, bei den Elektroautos hinten.